# Wilhelm Grüning

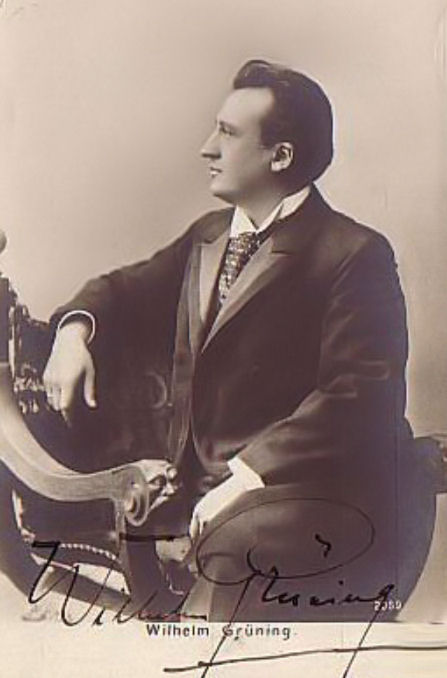
Wilhelm Grüning, 1903

Wilhelm Grüning (2. November 1858 in Berlin – 2. Dezember 1942) war ein deutscher Opernsänger der Stimmlage Tenor. Er reüssierte in Hannover, Hamburg, Berlin und bei den Bayreuther Festspielen – insbesondere im Heldenfach.

## Leben und Werk
Grüning war der Sohn eines Berliner Juweliers. Er studierte Gesang bei Julius Stern und Jenny Meyer. 1881 debütierte er als lyrischer Tenor am Stadttheater Danzig und war danach jeweils eine Spielzeit in Posen, Chemnitz, Magdeburg und Düsseldorf verpflichtet. Seine Stimme gewann an Kraft und Gewicht und er wechselte Schritt für Schritt in das Fach des Heldentenors. Von 1885 bis 1887 war er am Deutschen Theater von Rotterdam engagiert und von 1888 bis 1895 am Hoftheater in Hannover. Es folgten drei Spielzeiten am Stadttheater Hamburg. 1898 folgte er einem Ruf an die Berliner Hofoper, an der er bis 1911 engagiert blieb. Parallel zu seinen Festengagements gastierte er bei von 1889 bis 1897 regelmäßig bei den Bayreuther Festspielen, ab 1893 an der Königlich Bayerischen Hofoper in München, 1895 und 1896 mit der Damrosch Opera Company in den Vereinigten Staaten sowie in den Opernhäusern von London und Amsterdam, an den Hofopern von Mannheim, Wiesbaden und Dresden, in Bremen, Breslau und Köln.
Sein Repertoire teilte sich ziemlich genau in zwei Hälften – einerseits Wagner, andererseits große Vielfalt und universelle Einsetzbarkeit. Er bewältigte die meisten Heldenrollen Wagners souverän, sowohl die eher lyrischen als auch die dramatischen, von Rienzi über Tannhäuser, Lohengrin, Walther von Stolzing und Parsifal bis zu Siegmund und Siegfried im Ring des Nibelungen. Die Wertung seines Schaffens bei Kutsch/Riemens ist knapp: „Große, heldische Tenorstimme, namentlich im Wagner-Repertoire von Bedeutung.“ Und weiters: „Seine Gestaltung der Titelpartie in Wagners »Rienzi« galt zu seiner Zeit als unvergleichliche Leistung.“ In Bayreuth übernahm er den Parsifal (1889, 1891, 1892 und 1897), den Walther von der Vogelweide (1891), den Tannhäuser (1892 und 1894), den Siegfried (1896 und 1897) und den Siegmund (1897). Da der Rienzi nicht zum Bayreuther Kanon zählt, konnte er ihn nur außerhalb interpretieren. An seinem Stammhaus sang er zwar auch Wagner, aber noch vieles mehr. Einerseits pflegte er noch bis zur Jahrhundertwende einige lyrische Partien wie Ferrando und George Brown. Andererseits war er in zahlreichen Ur- und Erstaufführungen besetzt, beispielsweise 1901 gemeinsam mit Marie Goetze in den anspruchsvollen Titelpartien der Oper Samson und Dalila von Camille Saint-Saëns. Ebenfalls 1901, am 15. Oktober, war er der Titelheld in Gounods Faust, als die Ausnahmesängerin Geraldine Farrar ihr Berliner Debüt als Margarethe gab. 1902 war er in einer weiteren Berliner Erstaufführung, Max von Schillings’ Der Pfeifertag, beteiligt und 1904 an der Uraufführung von Leoncavallos Oper Der Roland von Berlin, der trotz hochkarätiger Besetzung – Destinn, Farrar, Grüning, B. Hoffmann und Knüpfer – kein Erfolg beschieden war. Sehr wohl ein Erfolg wurde die Berliner Erstaufführung der Elektra von Hugo von Hofmannsthal und Richard Strauss am 15. Februar 1909, in welcher er den Ägisth verkörperte. Seine Partnerinnen waren Thila Plaichinger, Frances Rose und Marie Goetze, es dirigierte Leo Blech. Der Sänger war mit der Sopranistin Antonie Mielke (1856–1907) verheiratet. Er war auch ein hervorragender Oratorien- und Konzertsänger. Zu seinem Konzertrepertoire zählten Die Schöpfung und Die Jahreszeiten von Haydn und Beethovens Neunte. Ab 1911 wirkte er vorrangig als Gesangspädagoge in Berlin und gab nur mehr gelegentlich Gastspiele oder Konzerte.

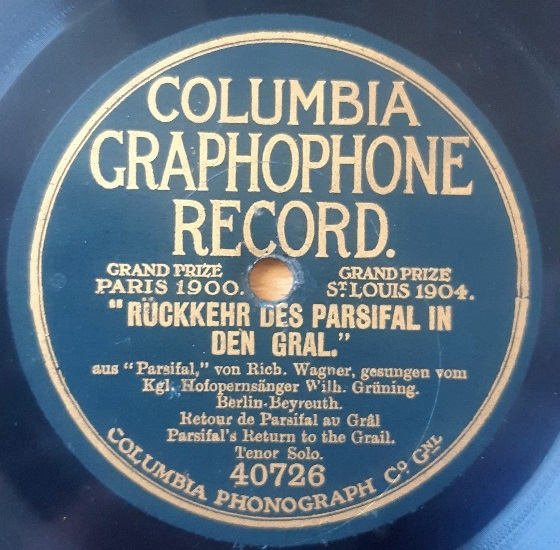
Schallplatte von Wilhelm Grüning (Berlin 1905)

Wilhelm Grüning hinterließ Schallplatten der Marken G&T (Berlin 1904–06), Odeon (Berlin 1905), Columbia (Berlin 1905), Gramophone (Berlin 1908–14) und Zonophone (Berlin 1909).

## Rollen (Auswahl)
Uraufführungen
- 1899 Lortzing: Regina, Berliner Hofoper (21. März) – Richard
- 1899 Chabrier: Briseïs, Berliner Hofoper (14. Januar) – Hylas
- 1900 d’Albert: Kain, Berliner Hofoper (17. Februar)
- 1904 Leoncavallo: Der Roland von Berlin, Berliner Hofoper (13. Dezember) – Henning

Repertoire
| Boieldieu: - George Brown in La dame blanche von Flotow: - Lyonel in Martha Gounod: - Titelrolle im Faust Meyerbeer: - Titelpartie in Robert der Teufel - Raoul in Die Hugenotten Mozart: - Belmonte in Die Entführung aus dem Serail - Don Ottavio in Don Giovanni - Ferrando in Così fan tutte - Tamino in Die Zauberflöte Richard Strauss: - Herodes in Salome - Äghist in Elektra |  | Verdi: - Titelpartie in Don Carlos - Radames in Aida Richard Wagner: - Titelpartie in Rienzi - Erik in Der fliegende Holländer - Walther von der Vogelweide und Titelpartie in Tannhäuser - Titelpartie in Lohengrin - Tristan in Tristan und Isolde - Walther von Stolzing in Die Meistersinger von Nürnberg - Siegmund in Die Walküre - Siegfried in Siegfried und Götterdämmerung - Titelpartie in Parsifal Siegfried Wagner: - Hans Kraft in Der Bärenhäuter |